# Albert d’Este

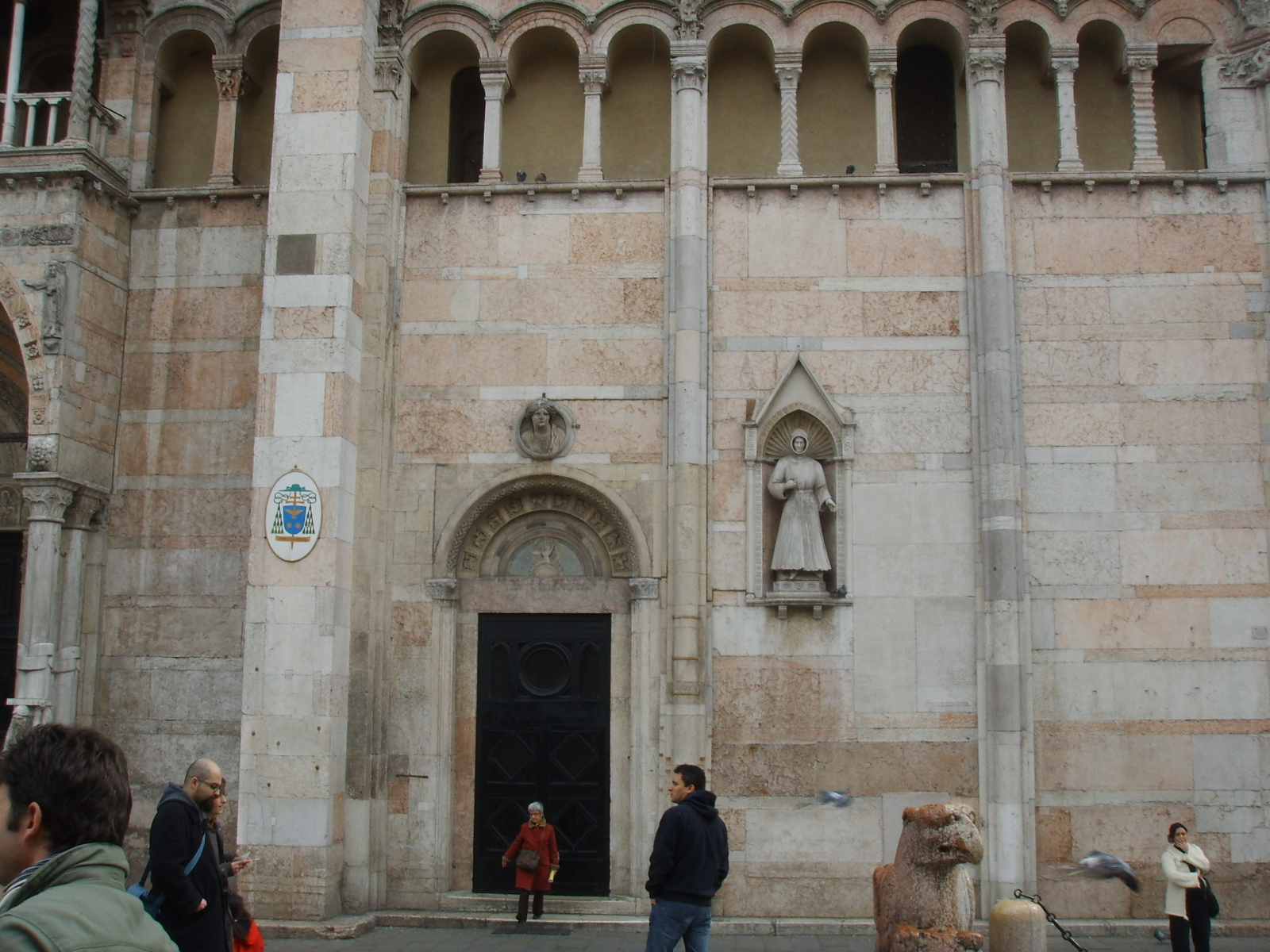
Posąg Alberta d’Este w fasadzie ferraryjskiej katedry

Albert V d’Este (ur. 27 lutego 1347, zm. 30 lipca 1393) – senior Ferrary i Modeny od 1388 z rodu d'Este.

## Życie
Albert d’Este był synem Obizza III. Współrządził Ferrarą i Modeną z bratem Mikołajem II przynajmniej od 1385 roku. Po zamieszkach 1385 roku pomagał bratu w budowie potężnego Castello Estenze w Ferrarze. Osobiście położył kamień węgielny pod budowę nowej siedziby Estów.
Po śmierci Mikołaja II w 1388 roku został wyłącznym władcą księstwa i obu miast. Spisek przeciw niemu zawiązał jego siostrzeniec Obizzo Aldobrandino. Albert ujął spiskowców. Obizza i jego matkę Beatrycze da Camino rozkazał ściąć. Należącego do spisku Jana z Brescii włóczył końmi po ulicach, a następnie powiesił, a jego żonę Konstnację de Quinatavalli oraz swego brata, bastarda, Alberta spalił na stosie. Pozostali spiskowcy byli szarpani rozpalonymi obcęgami, a następnie powieszeni za miastem.
W tym samym 1388 roku poślubił Joannę de Roberti, córkę swego kamerdynera Cabriana. Namiętność do Joanny nie trwała jednak długo i wkrótce porzucił ją dla jej matki Margeryty dal Sale, uchodzącej za najpiękniejszą kobietę swoich czasów, która oddała mu się z nienawiści do córki.
Utrwaliwszy swą władzę Albert wybrał się w pokutną pielgrzymkę do Rzymu. Ubrany w pątniczą siermięgę w towarzystwie trzystu dwudziestu rycerzy, tak samo jak on odzianych, wkroczył do Rzymu. Na powitanie wyszło mu naprzeciw 5 kardynałów, a papież Bonifacy IX wręczył mu złotą różę, nagrodę cnoty. Pozwolił też założyć w Ferrarze uniwersytet, na wzór istniejących w Paryżu i Bolonii. Z Rzymu Albert powrócił chory i sądząc, że go kochanka zaczarowała, kazał Margerytę wtrącić do lochu i tam udusić. Uniwersytet powstał w 1391 roku.
Albert zmarł w 1393 roku, pozostawiając 10-letniego syna z nieprawego łoża Mikołaja III. Okazał się jednym z najlepszych władców Ferrary. Wdzięczni ferraryjczycy umieścili jego posąg w ubraniu pielgrzyma we wnęce fasady katedry.

## Rodzina
W 1388 roku Albert poślubił Joannę de Roberti, córkę Cabriano de Roberti z Reggio.
Z Isottą Albaresani miał w 1383 roku nieślubnego syna Mikołaja, uznanego w 1391 roku przez papieża za prawowitego następcę tronu.